# سنديان ميشو
سنديان ميشو (الاسم العلمي: )، نوع نبات من جنس السنديان وفصيلة الزانية. مواطنه في الأراضي الرطبة وشبه الرطبة في جنوب شرق الولايات المتحدة ووسط غرب الولايات المتحدة، في الولايات الساحلية من ولاية نيو جيرسي إلى ولاية تكساس، وفي المقام الأول داخل وادي المسيسيبي أوهايو وبقدر ما أوكلاهوما، ميزوري، إلينوي، وإنديانا.